# Pulau Brani
Pulau Brani é uma ilha localizada na costa sul de Singapura perto do porto de Keppel. Está situada entre a ilha principal de Singapura e a ilha de Sentosa. A área de Pulau Brani é de 1.22 km².